# Templo de Antonino y Faustina
El Templo de Antonino y Faustina (en latín: Templum Antonini et Faustinæ) es un templo de la Antigua Roma en Roma, adaptado posteriormente como Iglesia católica (véase San Lorenzo in Miranda). Se alza en el Foro Romano, al norte de la vía Sacra, al este de la Basílica Emilia, frente a la Regia. Fue construido por Antonino Pío en honor de su esposa deificada, la emperatriz Faustina, fallecida en 141. El templo fue dedicado una segunda vez tras la muerte y la deificación de Antonino Pío en 161.

## Ubicación
El templo fue construido a lo largo de la vía Sacra, justo al este de la basílica Emilia, al norte de la antigua Regia.

## Historia

### Antigüedad
Su construcción fue ordenada por Antonino Pío a la muerte de su esposa Faustina la Mayor en 141. El emperador a menudo decía que habría preferido vivir con ella en el desierto que sin ella en el palacio. Antonino Pío dedicó el templo al culto a su difunta esposa que había sido deificada como lo demuestra la inscripción dedicatoria sobre el arquitrabe: "DIVAE • FAUSTINAE • EX • S • C" 
Pocos años después, en 161, murió el emperador y el Senado, al divinizarlo, consagró el templo a la pareja imperial, a instancias de su sucesor, Marco Aurelio. Se añadió la primera línea de la inscripción dedicatoria para incluir el nombre del emperador difunto en el friso del entablamento··.
Se colocaron estatuas honoríficas en el templo, en honor de Tito Pomponio Próculo Vitrasio Polión en 176, de Marco Baseo Rufo poco después y de Galieno Salonino hacia mediados del siglo III.

### Edad Media
El templo debe su relativa buena conservación a su transformación en iglesia durante la Edad Media. En efecto, la iglesia de San Lorenzo in Miranda fue instalada en la cella del templo en el curso de los siglos VII y VIII, pero su existencia no está acreditada sino después del siglo XI, mencionada en el Mirabilia Urbis Romae.
Los profundos surcos aún visibles en los fustes de las columnas del templo se dice que se deben a un intento medieval de desmantelar el pórtico con sus pilares, bien como espolio de materiales o para destruir lo que se veía todavía como un templo pagano. En el momento de la construcción de la iglesia, el terreno era más alto que los alrededores doce metros en relación con su nivel antiguo y las columnas, formadas por un solo bloque, estaban en parte enterradas. 
Hacia 1429 o 1430, el papa Martín V donó la iglesia a la Universitas Aromatorium (colegio de químicos y de herbolarios). Se le añadieron capillas laterales. En 1536, la iglesia fue en parte demolida y las capillas laterales fueron suprimidas para recuperar el aspecto del antiguo templo ante la visita del emperador Carlos V. La iglesia visible hoy en día fue reconstruida en 1602 por Orazio Torriani, con una sola nave y tres nuevas capillas laterales, en un nivel elevados numerosos metros debido al progresivo soterramiento de la zona del Foro.

### Época moderna
Las excavaciones enfrente del templo se emprendieron en 1546, de nuevo en 1810, y a intervalos desde 1876. Permitieron sacar a la luz el templo parcialmente enterrado con lo que se hizo imposible acceder a la iglesia por la puerta de bronce que daba al lado de la vía Sacra, dado que hay una diferencia de nivel de seis metros en relación con el suelo del pronaos, y de doce metros en relación con la vía Sacra. 
Las excavaciones han revelado, no lejos del templo, una necrópolis arcaica que databa del siglo X a. C. bautizada como necrópolis del templo de Antonino y Faustina.

### Restos
Hoy en día, quedan todas las columnas del pronaos. Además de los restos en las columnas, se pueden ver graffitis cristianos que datan, los más antiguos, del siglo IV y una representación de Hércules y el león de Nemea, tema inspirado en las estatuas que debían encontrarse en los alrededores. La escalera antigua fue reemplazada por una construcción más reciente en ladrillo. Se pueden ver restos de las paredes de la cella en peperino, en el interior de la iglesia. El friso y el arquitrabe del entablamento han sobrevivido en parte, pero quedan pocos vestigios de la cornisa.

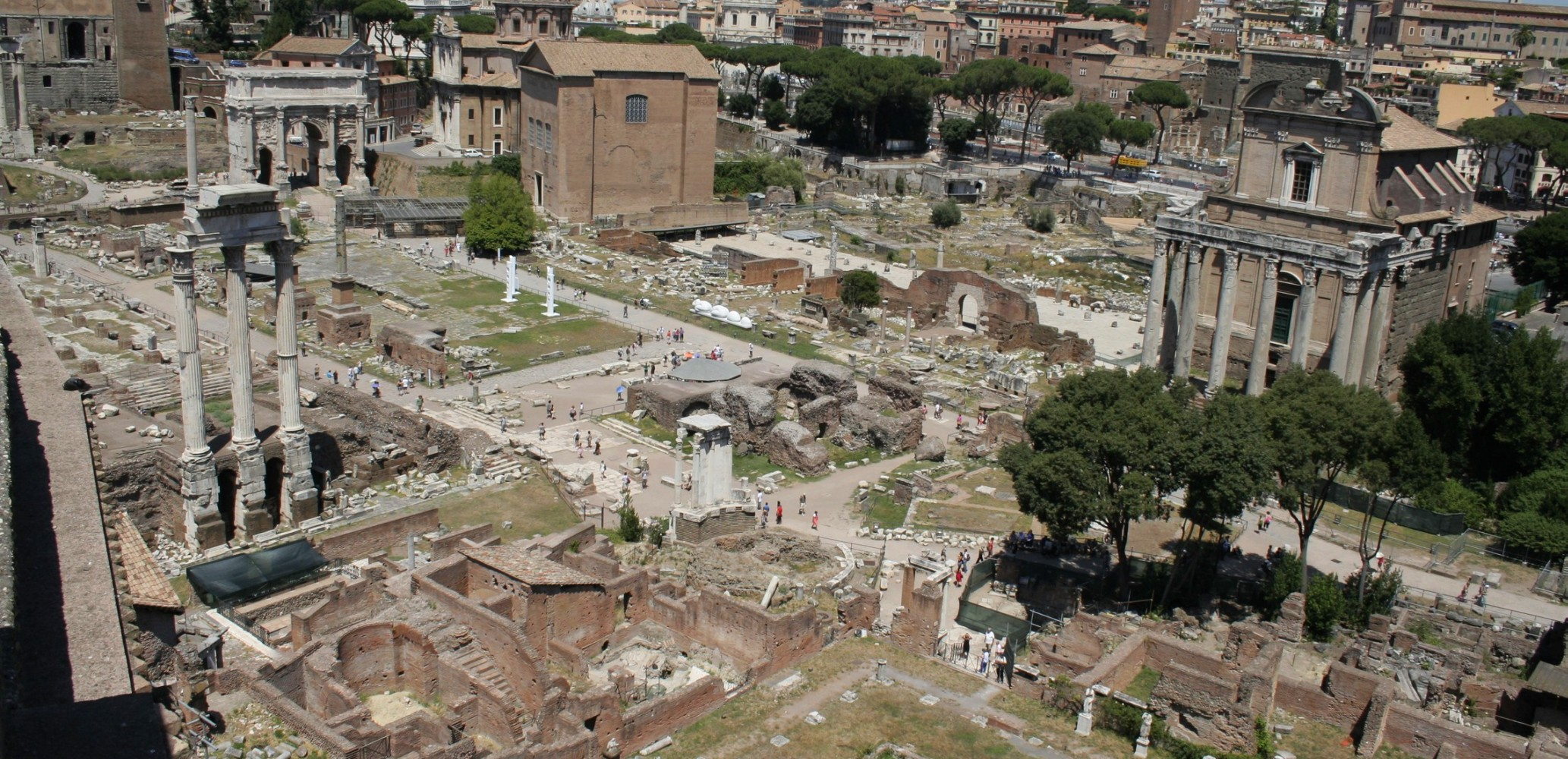
Vista general de la parte oriental del Foro con el templo de Antonino y Faustina a la derecha.
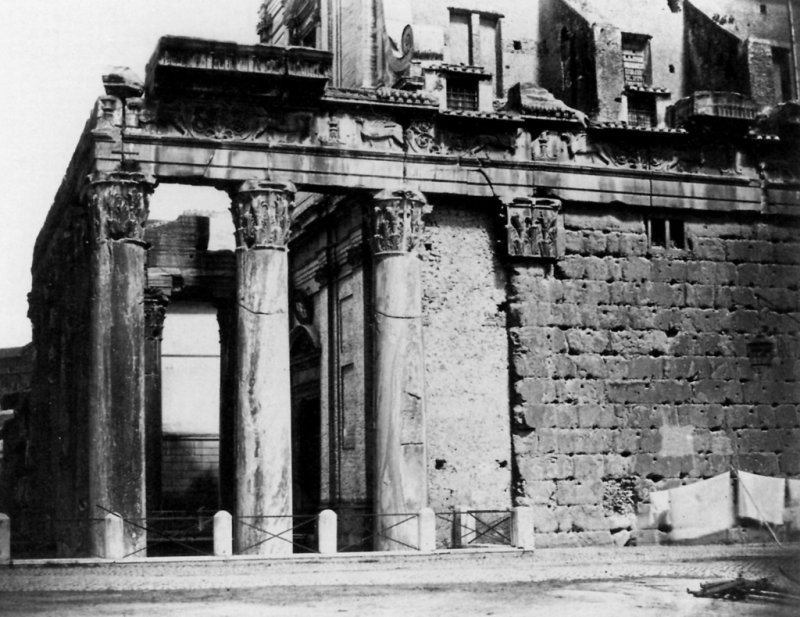
El templo en 1860, el nivel del suelo se corresponde con el nivel de la puerta en bronce de la iglesia.
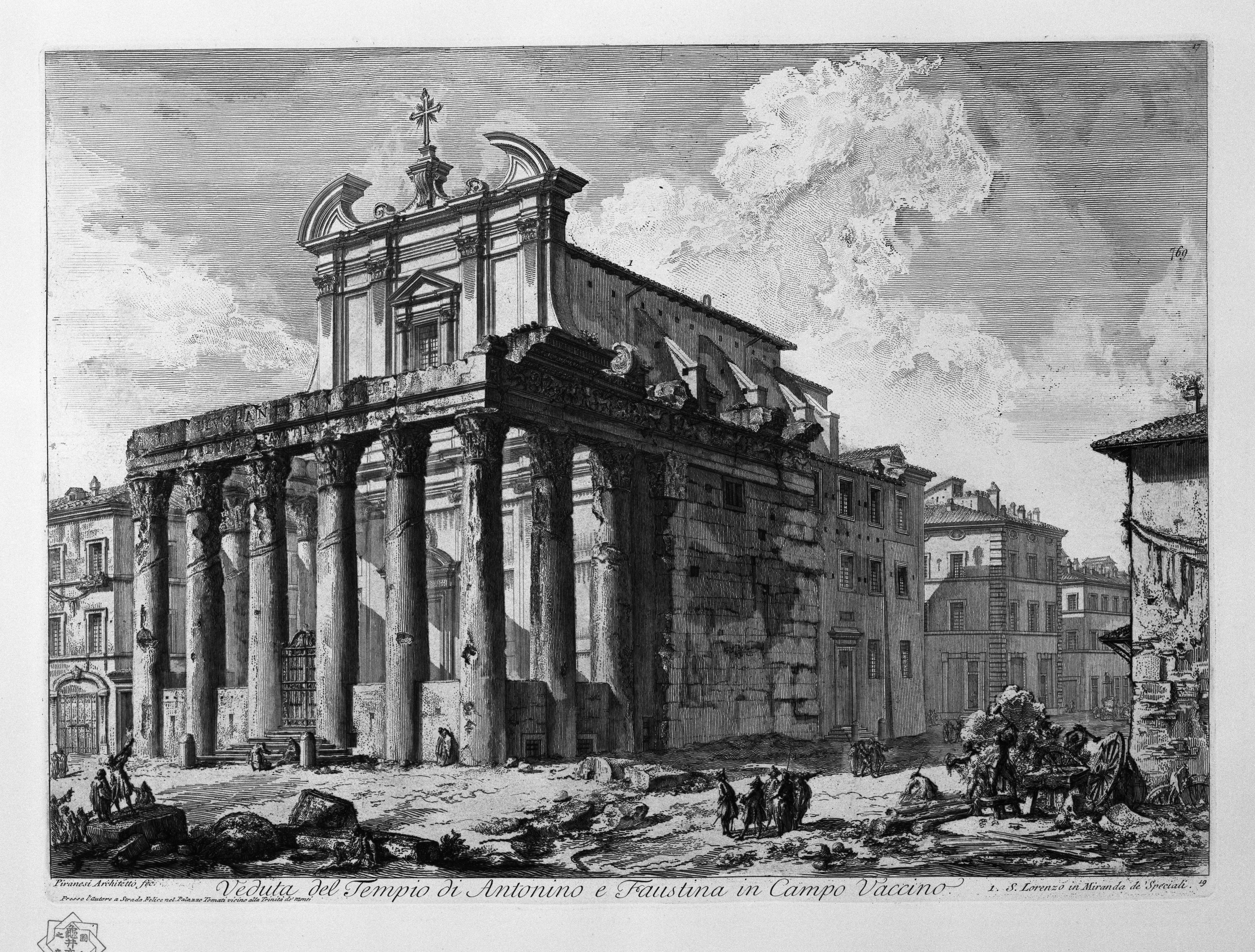
El templo en el siglo XVIII en un grabado de Piranesi.

## Descripción

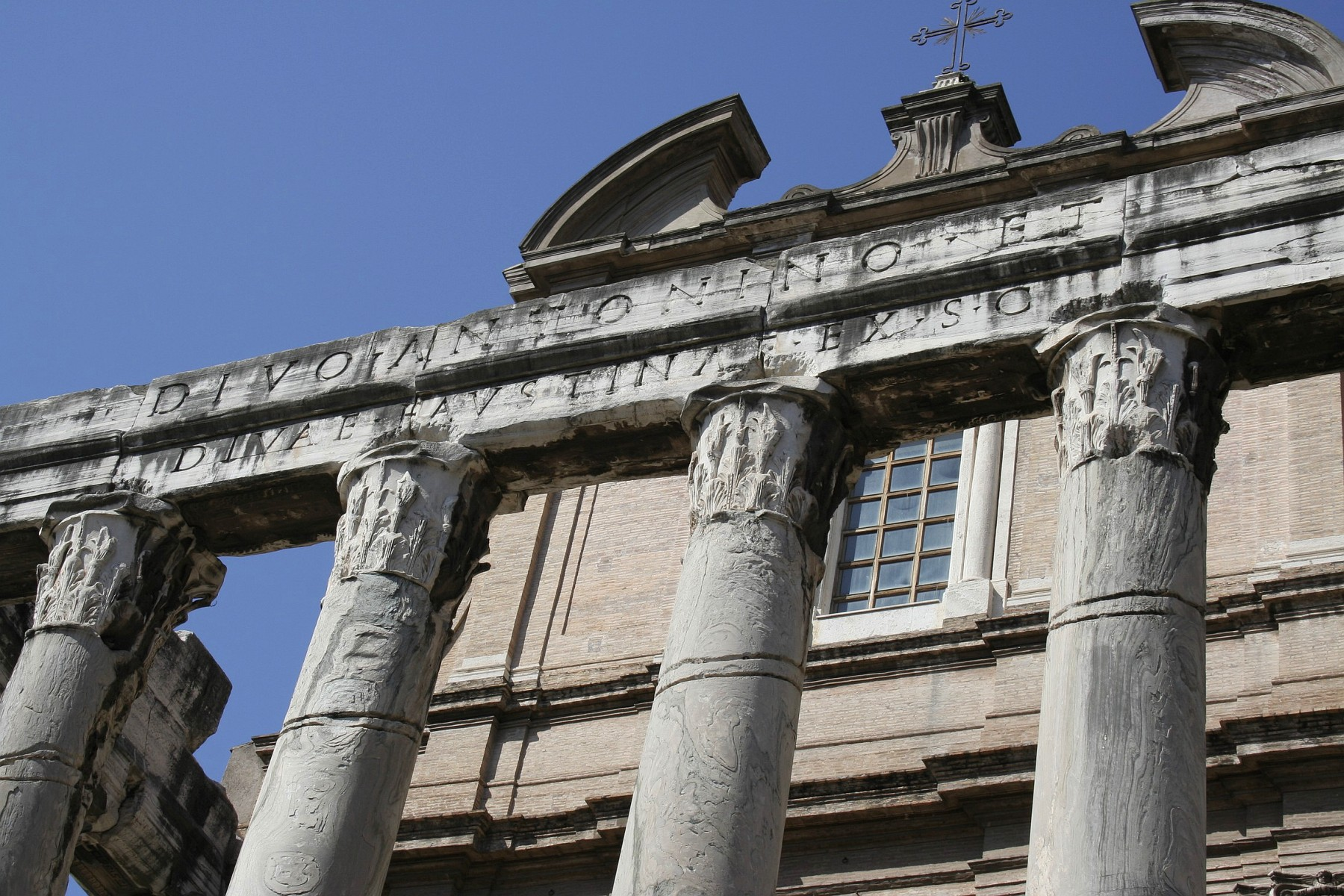
Detalle del entablamento con la inscripción dedicatoria.

### Arquitectura exterior
El edificio se alza sobre una alta plataforma de grandes bloques de peperino. La cella está construida en bloques de toba volcánica, en origen revestida de mármol veteado. Un altar en ladrillo recubierto de mármol está construido en medio de los peldaños de la escalera que une el pronaos y la vía Sacra.
El templo es próstilo hexástilo con dos columnas laterales y los pilares enlazados en el muro exterior de la cella que están recubiertos de placas de mármol blanco. El pronaos tiene seis columnas de orden corintio en el frente y otras dos en cada lateral, son de mármol cipolino y tienen una altura de unos 17 metros por 1,5 m de diámetro en la base. Los capiteles de mármol blanco sostienen un entablamento también de mármol blanco. El friso presenta una decoración de grifos enfrentados y motivos vegetales, e instrumentos para el sacrificio. La parte superior del frontón está adornada por una cuadriga mientras que las victorias se ubican en cada ángulo. Estos ricos bajorrelieves del friso fueron copiados con frecuencia desde el siglo XVI hasta el XIX. 
La inscripción está dividida en dos partes. La primera línea, añadida más tarde, está grabada en el friso del templo. La segunda línea, pero que fue la primera en ser inscrita, está sobre el arquitrabe. Conjuntamente, la inscripción dice: 

DIVO • ANTONINO • ET
DIVAE • FAVSTINAE • EX • S • C

Esto es, "Al divino Antonino y a la divina Faustina por decreto del Senado".
Este templo, aunque de pequeñas dimensiones, es de un gran interés por su conservación, su simplicidad, la severidad y la pureza de su estilo. Su construcción es de una perfección que se encuentra rara vez en los monumentos de esta época. Sus columnas, de una bella proporción, presentan los capiteles tallados en mármol blanco, así como las basas que reúnen sencillez y belleza. El cornisamento es uno de los más sencillos del orden corintio y no lleva ni dentellones ni modillones. En una palabra, este templo es uno de los tipos más bellos de arquitectura corintia. Descansa sobre un estilóbato, disposición que se encuentra en los templos primitivos y que fue generalmente adoptada desde el tiempo de Domiciano.

### Interior
La cella, construida con bloques de peperino dispuestos en opus quadratum, albergaría las estatuas colosales del emperador y de su esposa de las que solo se han recuperado fragmentos.

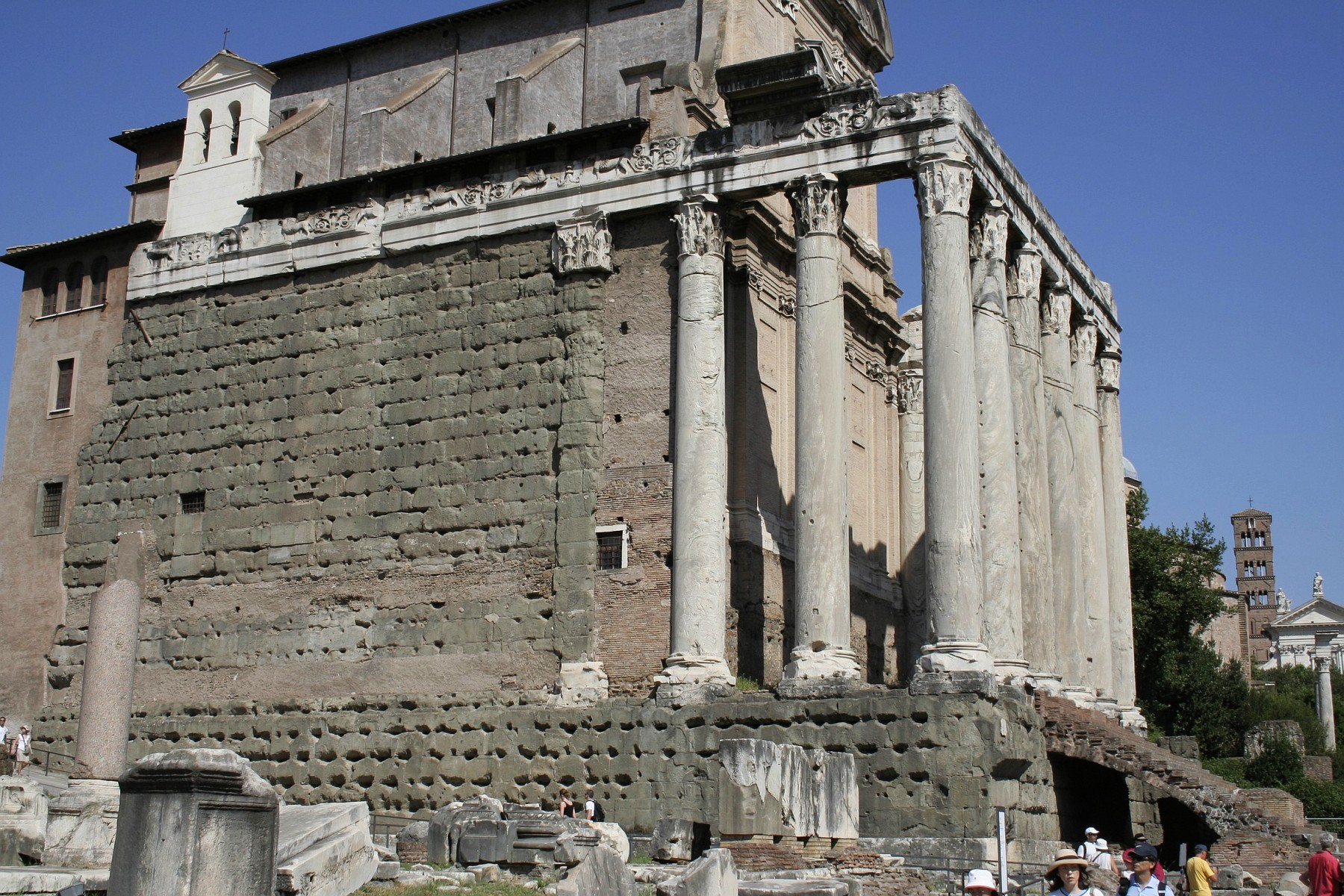
El templo visto desde el Foro Romano.
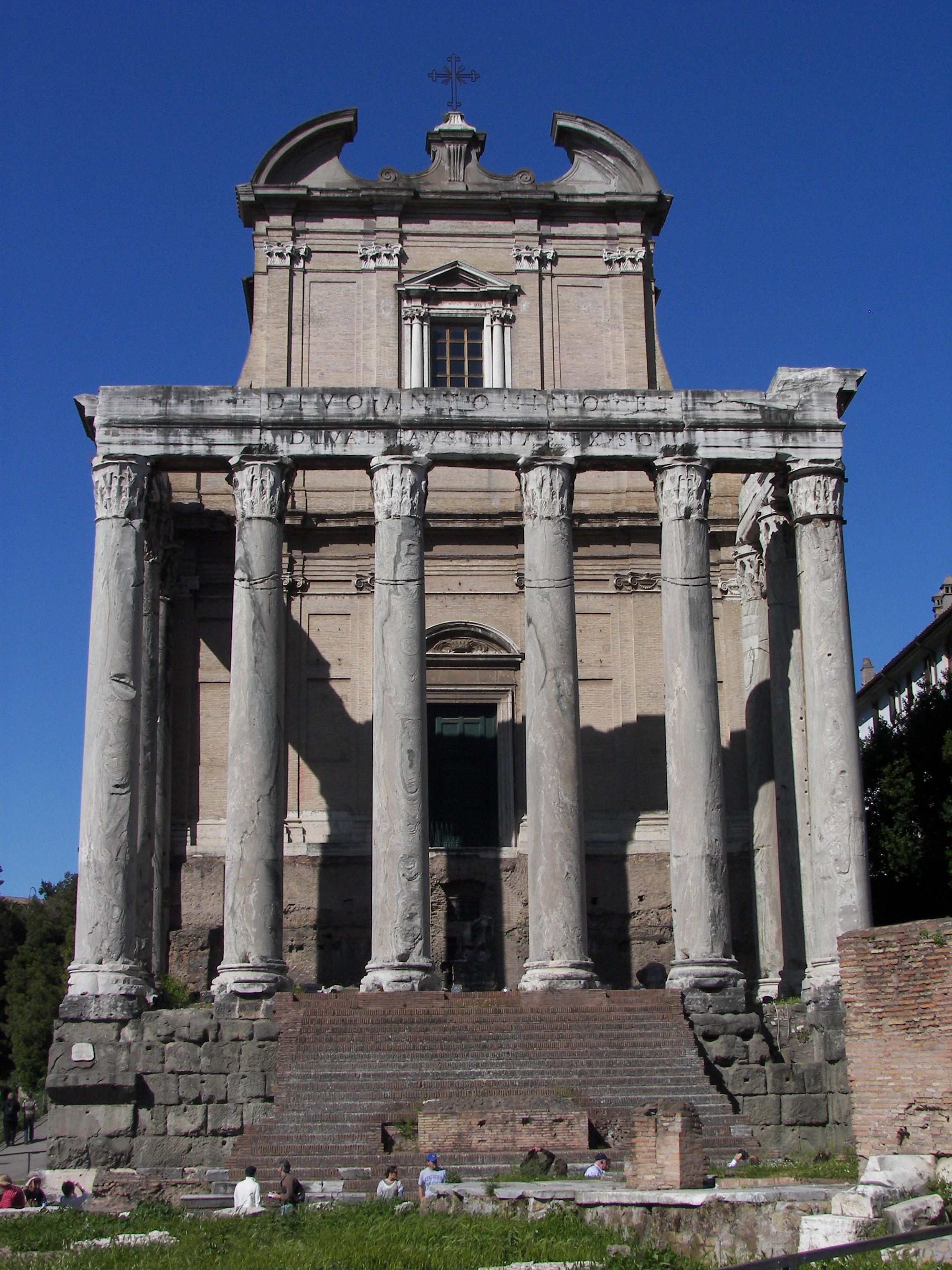
El templo visto de frente.
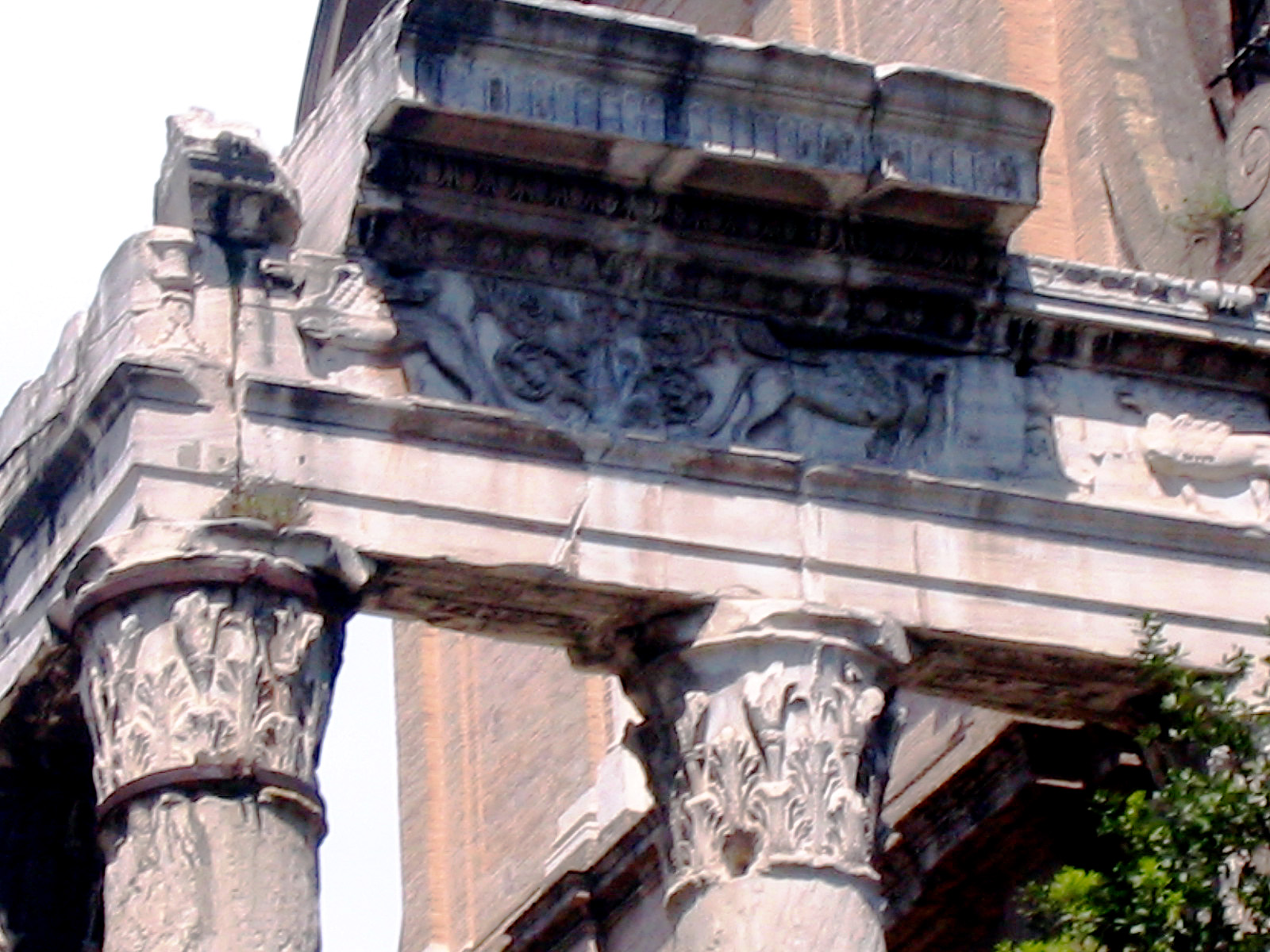
Detalle del entablamento con los diferentes motivos.

## La iglesia

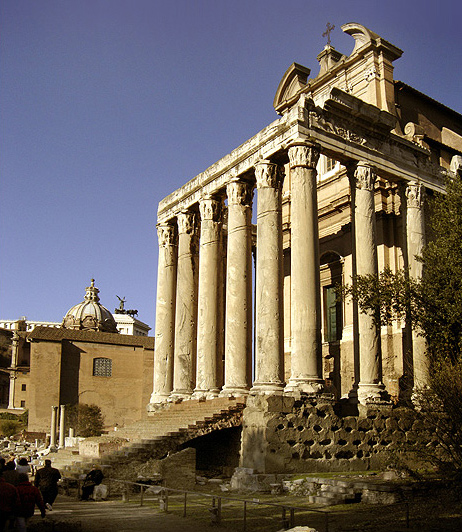
El pronaos en el extremo oriental del Foro.

El templo fue transformado en una iglesia católica, conocida como San Lorenzo in Miranda, quizás ya en el siglo VII, pero solo está documentada a partir del Mirabilia Urbis Romae (siglo XI). "Miranda" puede derivar del nombre de una benefactora. Por entonces se creía que fue aquí donde san Lorenzo mártir fue sentenciado a muerte.
El altar principal tiene un lienzo de Pietro da Cortona representando el Martirio de san Lorenzo (1646), mientras que la primera capilla de la izquierda tiene una La Virgen y el Niño con santos (1626) por Domenichino.
Se ha atribuido a esta cristianización la supervivencia de la cella y el pórtico del templo, aunque el revestimiento de mármol de la cella ha desaparecido. De hecho, la iglesia carece del habitual ábside en el extremo oriental: nunca se le añadió ninguno, para conservar la integridad estructural del templo.